# Дир-Ривер (тауншип)
Дир-Ривер (англ. Deer River) — тауншип в округе Айтаска, Миннесота, США. На 2000 год его население составило 704 человека. Название произошло от реки Дир-Ривер и является переводом на английский индейского имени Wawashkeshiwi (означает «лосиная река»).

## География
По данным Бюро переписи населения США площадь тауншипа составляет 91,7 км², из которых 85,7 км² занимает суша, а 6,0 км² — вода (6,50 %).
Через тауншип проходит  Дорога 6 штата Миннесота.

## Население
В 2010 году на территории тауншипа проживало 704 человека (из них 51,6 % мужчин и 48,4 % женщин), насчитывалось 270 домашних хозяйств и 208 семей. На территории города было расположено 378 построек со средней плотностью 4,4 построек на один квадратный километр суши. Расовый состав: белые — 93,9 %, коренные американцы — 3,4.
Население города по возрастному диапазону по данным переписи 2010 года распределилось следующим образом: 27,0 % — жители младше 21 года, 54,0 % — от 21 до 65 лет и 19,0 % — в возрасте 65 лет и старше. Средний возраст населения — 47,4 лет. На каждые 100 женщин в Дир-Ривер приходилось 106,5 мужчин, при этом на 100 совершеннолетних женщин приходилось уже 109,5 мужчин сопоставимого возраста.
Из 270 домашних хозяйств 77,0 % представляли собой семьи: 64,8 % совместно проживающих супружеских пар (17,8 % с детьми младше 18 лет); 7,4 % — женщины, проживающие без мужей, 4,8 % — мужчины, проживающие без жён. 23,0 % не имели семьи. В среднем домашнее хозяйство ведут 2,57 человека, а средний размер семьи — 2,95 человека. В одиночестве проживали 20,4 % населения, 7,8 % составляли одинокие пожилые люди (старше 65 лет).
В 2014 году из 635 человек старше 16 лет имели работу 381. В 2014 году медианный доход на семью оценивался в 57 679 $, на домашнее хозяйство — в 46 750 $. Доход на душу населения — 20 307 $ в год.